# Pro Cluentio
La Pro Aulo Cluentio Habito ("Orazione in difesa di Aulo Cluenzio Abito") è l'arringa tenuta da Cicerone, quarantenne, nel 66 a.C., dinanzi al tribunale penale competente per i crimini di veneficio ("quaestio de sicariis et veneficis"). È tra le più lunghe e complesse orazioni ciceroniane pervenuteci e verosimilmente non fu pronunciata in un'unica udienza; si ritiene inoltre che essa sia stata in un primo momento appuntata e che solo più tardi l'autore abbia rivisto il testo, prima della sua diffusione.

## Il processo
Il processo ha al centro gli esponenti della società di Larino, città situata nell'attuale Molise, che aveva assunto lo status di municipium all'indomani della guerra sociale, durante la quale era schierata dalla parte di Mario e aveva subito la terribile repressione di Silla.
I Cluenzii appartenevano al rango equestre ed erano una delle famiglie più facoltose e in vista della zona. Aulo Cluenzio Abito, il padre del cliente di Cicerone, ebbe per moglie Sassia, una donna di osceni costumi, la quale, rimasta vedova, sposò in seconde nozze il genero Aulo Melino, dopo avergli fatto ripudiare la moglie Cluenzia. Lo fece poi uccidere al tempo delle proscrizioni sillane da Stazio Oppianico, che sposò in terze nozze. A questo punto seguì “una serie impressionante di omicidi, avvelenamenti, aborti procurati, falsificazioni di testamenti  per la caccia alle eredità"; era la molla del denaro che spingeva Oppianico ad uccidere.
Sassia, desiderosa di impossessarsi della ricca eredità di suo figlio Aulo, avuto dal primo marito, propose a Stazio di ucciderlo con del veleno. Aulo Clenzio citò, allora, Stazio in giudizio con l'accusa di tentato veneficio ed egli fu condannato all'esilio. Ma scoppiò uno scandalo, poiché tramite Sassia si sparse la voce che l'accusatore Cluenzio avesse corrotto i magistrati nel processo e di conseguenza fu degradato dai censori. Si trattò di un processo molto “chiacchierato”, perché i giudici, sospettati di essersi lasciati corrompere, erano stati attaccati di fronte al popolo, dal tribuno della plebe Quinzio, difensore di Oppianico, contro cui Cicerone rivolge amare parole.
Nel 66 a.C., a distanza di otto anni, il figlio di Stazio, nel frattempo morto in esilio, guidato forse da Sassia, che tentava di attirare contro il figlio la collera degli dei in tutti i modi possibili, anche mediante pratiche magiche, accusò Aulo Cluenzio di aver fatto avvelenare il patrigno. Cicerone ne assunse la difesa, ottenendo con successo l'assoluzione di Cluenzio dal reato di veneficio.
Il lungo resoconto dei misfatti di Oppianico ha nell'orazione la funzione di dimostrare che Cluenzio era solo l'innocente vittima di una persecuzione e di una serie di manovre per procurare la sua rovina, dettate dall'odio smisurato della propria madre snaturata e del patrigno, le cui personalità sono tratteggiate con tinte fosche e drammatiche. Fondamentale è la tematica della corruzione giudiziaria, che a quel tempo aveva ormai assunto “l'aspetto di una piaga endemica”. Cicerone nel finale fa leva sull’auctoritas e la gravitas dei giudici, affinché smentiscano, con un verdetto improntato ai principi dell’equitas, l'offesa e l'infamia da cui risultano ormai macchiati.

## Il contesto storico
I fatti di causa si inseriscono pienamente nel clima di disordine e precarietà che caratterizza la violenta e inarrestabile crisi del regime repubblicano nell'ultimo secolo a.C.. La Pro Cluentio, anche se non in maniera esplicita, costituisce "una preziosa testimonianza dei mutamenti verificatisi in quel torno di tempo nella mentalità dominante di Roma e di certi municipi peninsulari", del rapido tracollo dei vecchi quadri di riferimento, della dilagante corruzione, della violenza e dell'illegalità nell'ambito delle forze che si disputano il potere, ovvero nell'ambito degli ordini senatorio ed equestre.
Lo sfondo è quello del periodo successivo alla guerra sociale del 90-89 a.C. ed alle persecuzioni sillane contro le città italiche che avevano parteggiato per i populares. Parlare di quest'evento in un periodo vicino alla sua conclusione era difficile se non impossibile per Cicerone, dal momento che tali ricordi potevano in qualche modo pregiudicare il suo successo nell'attività forense e soprattutto la sua carriera politica.
Il 66 a.C. era infatti l'anno in cui Cicerone rivestiva la carica di pretore e cercava più ampi appoggi  possibili per raggiungere il consolato, a cui ambiva. La Pro Cluentio nasconde dietro i fatti privati un significato politico di tutto rilievo, poiché si tratta di un periodo cruciale dell'attività di Cicerone e, infatti, nello stesso anno egli scende in campo dinanzi al popolo per sostenere ufficialmente Pompeo, pronunciando la Pro lege Manilia, volendo legarsi anche con gli ambienti politici e finanziari.
Cicerone accetta di appoggiare Cluenzio, perché indotto dal desiderio di garantirsi l'appoggio degli abitanti di Larino, influenti alla propria carriera politica. Ciò avrebbe contribuito a spianargli la strada verso il consolato. Difendendo Aulo Cluenzio, Cicerone difendeva l'ordine al quale egli apparteneva, gli equites, e trattando questioni che riguardavano i cavalieri, rafforzava allo stesso tempo la sua posizione a Roma. Tutto va in questa direzione: egli pensava ai legami di “amicizia”, così fondamentali in una società clientelare quale era quella romana, per cui procurarsi numerosi appoggi era considerato essenziale per chi intendeva ottenere successo nella vita politica.

## La struttura e lo stile del discorso
L'orazione di difesa si articola in 202 paragrafi e ha una struttura bipartita, che è chiara sin dall'esordio. Le due parti non sono perfettamente bilanciate tra loro: la prima è incentrata sul motivo dell’invidia e sull'ostilità che si è abbattuta su Cluenzio; la seconda è più strettamente afferente al crimine di veneficio di cui l'uomo è accusato. Solo dopo aver sgombrato il campo dai pregiudizi sul suo cliente, Cicerone passa alla trattazione specifica della causa. “Per descrivere tanto orrore egli ricorre a un forte colorito retorico-tragico, fatto di un espressionismo truculento e un concettismo paradossale, che sembrano anticipare Seneca tragico e Lucano”.
L'espediente retorico maggiormente utilizzato da Cicerone, cioè la tecnica che gli permette di distrarre i giudici da quelli che potevano apparire gli aspetti più critici per Cluenzio ai fini dell'assoluzione, è detto apoplànesis: esso consisteva nel deviare costantemente l'attenzione dell'ascoltatore dagli argomenti sfavorevoli, portandola verso altri più favorevoli e secondari a scopo mistificante. Cicerone, dopo aver vinto la causa, si sarebbe anche vantato di aver ottenebrato la mente dei giudici, ammettendo dunque in un certo senso la colpevolezza di Cluenzio.
Il fatto che le tematiche politiche abbiano scarso rilievo spiega come il discorso poté essere considerato particolarmente adatto alla formazione degli oratori in età imperiale, quando l'eloquenza aveva cessato di rappresentare una delle vie maestre all'ascesa politica e trovava spazio soprattutto nella discussione di cause private. Non a caso la Pro Cluentio è l'orazione ciceroniana che Quintiliano, nel trattato dedicato alla formazione dell'oratore, cita con maggior frequenza, attingendone esempi volti ad illustrare le diverse caratteristiche dell’ars e le strategie del difensore.